# Macedônio II de Constantinopla
Macedônio II de Constantinopla (em grego: Μακεδόνιος Β´; romaniz.: Makedónios II; em latim: Macedonius II) foi o patriarca de Constantinopla entre 495 e 511. Ele também foi deposto e morreu no exílio em 517.

## Queda de Eufêmio e eleição
Antes da ascensão do imperador Anastácio I, Eufêmio tinha feito com que ele assinasse uma confissão de fé e, eventualmente, ele acabaria em desgraça com o imperador. O imperador desejava escapar dela, algo que Eufêmio se recusou a permitir e, por isso, Anastácio reuniu os bispos da capital e acusou formalmente o patriarca, a quem, servilmente, eles excomungaram e depuseram. Inicialmente, o povo se recusou a abandonar o patriarca, mas acabou cedendo aos desejos do imperador.
Macedônio foi então eleito, ao mesmo tempo que Eufêmio, temendo por sua vida, buscou santuário no batistério e se recusou a sair de lá até que o novo patriarca prometesse, em nome do imperador, que nenhuma violência lhe seria cometida. Eufêmio foi exilado na Ásia Menor e morreu em 515, em Ancira. 

## Relação com o imperador
Entre um e dois anos depois de eleito (a data é incerta), Macedônio convocou um concílio, no qual ele confirmou por escrito as atas do concílio de Calcedônia. Em 507, Elias, o patriarca de Jerusalém, que resistia em sancionar a deposição de Eufêmio, o antecessor de Macedônio II, se uniu em comunhão com Macedônio. O imperador bizantino Anastácio I Dicoro (r. 491–518) fez o que pode para obrigar Macedônio a declarar-se contra o concílio de Calcedônia, mas a bajulação e as ameaças foram em vão. Um assassino chamado Eucolo chegou a ser contratado para matá-lo, porém o patriarca evitou a morte e ordenou que uma quantidade de dinheiro fosse dada mensalmente ao criminoso. O povo de Constantinopla também era a favor das decisões do concílio ao ponto de, mais de uma vez, se colocar em sedição. Para evitar consequências desfavoráveis, Anastácio ordenou ao prefeito da cidade que continuasse com as procissões e comparecesse às reuniões da Igreja.
Em 510, Anastácio fez uma nova tentativa, mas Macedônio respondeu que nada faria sem que um concílio ecumênico a ser presidido pelo bispo de Roma. O imperador, irritado com a resposta e com a teimosia de Macedônio em liberá-lo da promessa feita a Eufêmio, passou a tentar derrubá-lo. Ele fez com que o clero e monges eutiquianos, além de alguns magistrados, causassem distúrbios publicamente, com insultos e provocações. O tumulto provocado foi tão grande que obrigou o imperador a se fechar em seu palácio e mandar preparar navios para fuga, caso fosse necessário. Ele então enviou uma mensagem a Macedônio pedindo-lhe que fosse falar com ele, o que o patriarca fez. Macedônio o repreendeu pela confusão provocada pelas suas perseguições. O imperador recebeu a crítica, mas fez nova tentativa de convencer o patriarca a mudar de opinião sobre Calcedônia.

## Exílio e morte
Um dos instrumentos de Anastácio era Xênias, um bispo eutiquiano. Ele ordenou que Macedônio fizesse uma confissão de fé por escrito e o patriarca enviou um memorandum ao imperador insistindo que ele não conhecia nenhuma outra fé que não a dos Padres do concílio de Niceia e do concílio de Constantinopla, e que ele anatemizou Nestório e Eutiques e todos os que admitiam dois Filhos ou dois Cristos, ou que dividiam as suas duas naturezas. Xênias, vendo que sua primeira tentativa havia falhado, encontrou dois indivíduos que acusaram Macedônio de um crime abominável, jurando como testemunhas. Eles o acusaram de nestorianismo e de ter falsificado um passagem de uma das epístolas de Paulo para suportar sua heresia. Afinal o imperador ordenou que Macedônio lhe entregasse a cópia autêntica da Igreja de Constantinopla dos atos do concílio de Calcedônia, assinada pelos bispos. O patriarca se recusou e a escondeu sob o altar de uma igreja. Por conta disso, Anastácio mandou prendê-lo e o mandou para Calcedônia durante a noite, de onde ele foi posteriormente transportado para Euceta, no Ponto, o mesmo lugar para onde Eufêmio havia sido exilado anos antes. 
Em 515, o Papa Hormisda tentou a reconstituição de Macedônio ao posto, pois ele considerava que o patriarca havia sido injustamente deposto. Havia sido estipulado no tratado de paz entre o general rebelde Vitaliano, um parente de Macedônio, e o imperador Anastácio que o patriarca e todos os bispos depostos deveriam ser restaurados às suas sés episcopais. Mas Anastácio jamais cumpriu as promessas do acordo e Macedônio morreu no exílio, em 517, em Gangra, para onde ele havia fugido temendo uma invasão dos hunos, que estavam assolando a Capadócia, a Galácia e o Ponto.